# 49. Infanterie-Brigade (1. Großherzoglich Hessische)
49. Infanterie-Brigade (1. Großherzoglich Hessische) war ein Großverband der Preußischen Armee.

## Geschichte
Am 7. April 1867 wurde infolge der Militärkonvention mit Preußen aus der 1. Infanterie-Brigade der Großherzoglich Hessischen Armee die 49. Infanterie-Brigade mit Stab in Darmstadt gebildet. Ihr waren das 1. und 2. Infanterie-Regiment sowie das 1. Jäger-Bataillon (Garde-Jäger) unterstellt.
1868 folgte mit der Neugliederung der Landwehr-Bezirks-Einteilung die Umstrukturierung der Brigade. Dieser wurde das 1. Großherzoglich-Hessische Landwehr-Regiment 115 mit den Landwehr Bataillonen Gießen, Friedberg und Darmstadt zugeteilt.
Mit dem Ausbruch des Deutsch-Französischen Krieges im Spätsommer 1870 stürmten die Soldaten der 49. Infanterie-Brigade gemäß dem Divisionsbefehl westwärts und bewährten sich am 16. August 1870 in der Schlacht bei Mars-la-Tour. Zwei Tage später rückte die Einheit in die Schlacht bei Gravelotte und am Monatsende war sie an der Schlacht von Noisseville beteiligt.
Mit der Belagerung von Metz gelang es dem deutschen Militär, die Französische Armee zur Kapitulation zu bewegen.
Dabei stand die Brigade unter dem Befehl von Generalmajor Ludwig von Wittich.
Nach dem Krieg wurde die Brigade zusammen mit der 50. Infanterie-Brigade der Großherzoglich Hessische (25.) Division unterstellt, die zum XI. Armee-Korps gehörte.
1912 gehörte die 49. Infanterie-Brigade weiterhin zur 25. Infanterie-Division und war dem XVIII. Armee-Korps unterstellt, das wiederum zur VII. Armee-Inspektion gehörte.

### Erster Weltkrieg
Der Oberbefehl über die Truppen lag beim XVIII. Armee-Korps, das von General Dedo von Schenck geführt wurde.
Im August 1914 musste die Brigade im Rahmen der Mobilmachung das Brigade-Ersatzbataillon 49 aufstellen, das später in das 5. Großherzoglich Hessische Infanterie-Regiment Nr. 168 integriert wurde.
Im 1. Kriegsjahr gehörten zur 49. Infanterie-Brigade
Leibgarde-Infanterie-Regiment (1. Großherzoglich Hessisches) Nr. 115
- Infanterie-Regiment „Kaiser Wilhelm“ (2. Großherzoglich Hessisches) Nr. 116
- Infanterie-Leib-Regiment „Großherzogin“ (3. Großherzoglich Hessisches) Nr. 117
- Maschinengewehr-Scharfschützen-Abteilung Nr. 49
- 1. Eskadron des Magdeburgischen Dragoner-Regiment Nr. 6

Beim Gefecht im Wald von Caures am 21./22. Februar 1916 war das Leibgarde-Infanterie-Regiment Nr. 115 mit 4 weiteren Infanterie-Regimentern im Kampfeinsatz und konnte das Gebiet nördlich von Verdun einnehmen.

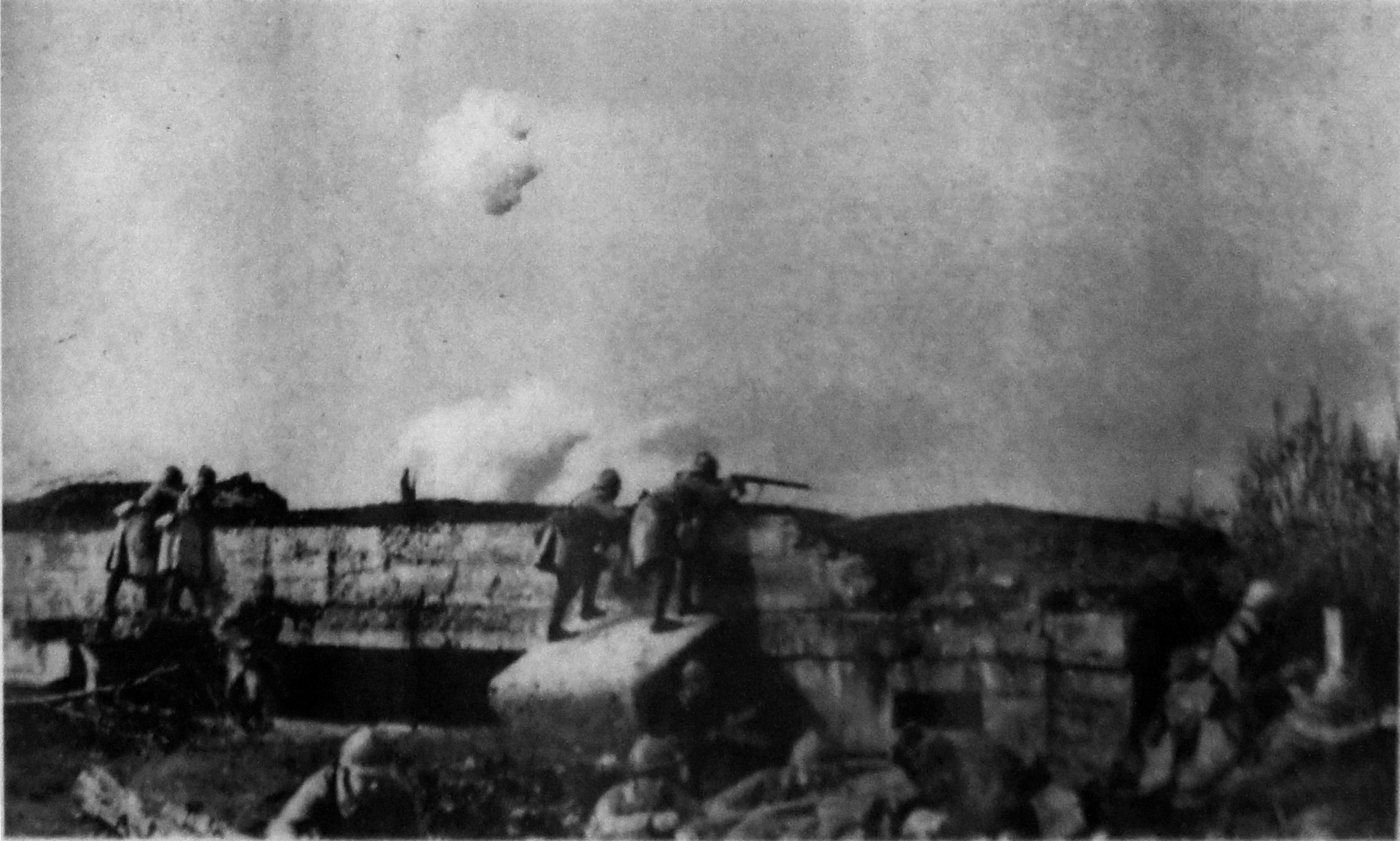
Gefecht im Wald von Caures im Februar 1916

In der Schlacht um Verdun mussten die Einheiten in einem Grabenkrieg auf beiden Seiten schwerste Verluste hinnehmen.
In der Schlacht an der Somme, die im November 1916 ohne eine militärische Entscheidung endete, setzte das XVIII. Armeekorps seine Verbände ein. Hermann von Dresler und Scharfenstein war der letzte Kommandeur der 25. Infanterie-Division. Nach dem Waffenstillstand von Compiegne am zog er sich mit den hessischen Truppen aus dem besetzten Gebiet zurück und führte die Einheiten in die heimatlichen Garnisonen.

### Übergeordnete Einheiten
1867 – 1914 Großherzoglich Hessische (25.) Division
- 1872 – 1899 XI. Armee-Korps in Kassel
- 1899 – 1914 XVIII. Armee-Korps und Großherzoglich Hessische (25.) Division
- 1914 – 1918 Großherzoglich Hessische (25.) Division

### Untergeordnete Einheiten
Norddeutscher Bund 1868
- 1. Infanterie-Regiment (Leibgarde-Regiment) in Worms
- 2. Infanterie-Regiment (Regiment Großherzog) in Offenbach
- 1. Jäger-Bataillon in Gießen

1872 – 1889
- Leibgarde-Infanterie-Regiment (1. Großherzoglich Hessisches) Nr. 115

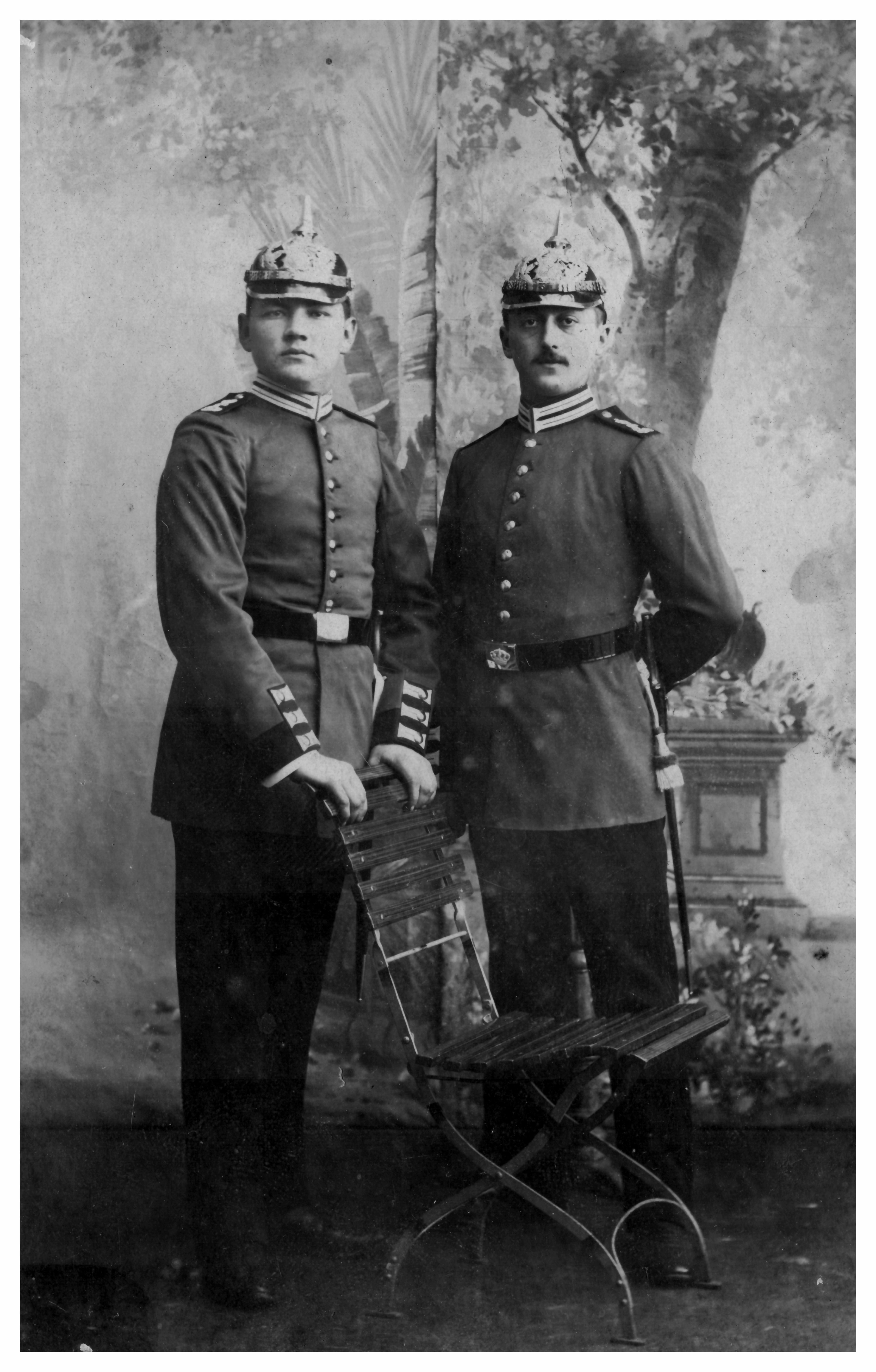
Soldaten des Leibgarde-Regiments (1. Großherzoglich-Hessisches) Nr. 115

- Infanterie-Regiment Kaiser Wilhelm (2. Großherzoglich Hessisches) Nr. 116
- 1. Großherzoglich Hessisches Landwehr-Regiment Nr. 115
- 2. Großherzoglich Hessisches Landwehr-Regiment Nr. 116

1889 – 1897
- Leibgarde-Infanterie-Regiment (1. Großherzoglich Hessisches) Nr. 115
- Infanterie-Regiment Kaiser Wilhelm (2. Großherzoglich Hessisches) Nr. 116

1897 – 1914
- Leibgarde-Infanterie-Regiment (1. Großherzoglich Hessisches) Nr. 115

- Infanterie-Regiment Kaiser Wilhelm (2. Großherzoglich Hessisches) Nr. 116
- 5. Großherzoglich Hessisches Infanterie-Regiment Nr. 168

1914 – 1918
Kriegsgliederung vom 2. bis zum 17. August 1914
- Leibgarde-Infanterie-Regiment (1. Großherzoglich Hessisches) Nr. 115
- Infanterie-Regiment Kaiser Wilhelm (2. Großherzoglich Hessisches) Nr. 116
- 1. Eskadron Magdeburgisches Dragoner-Regiment Nr. 6

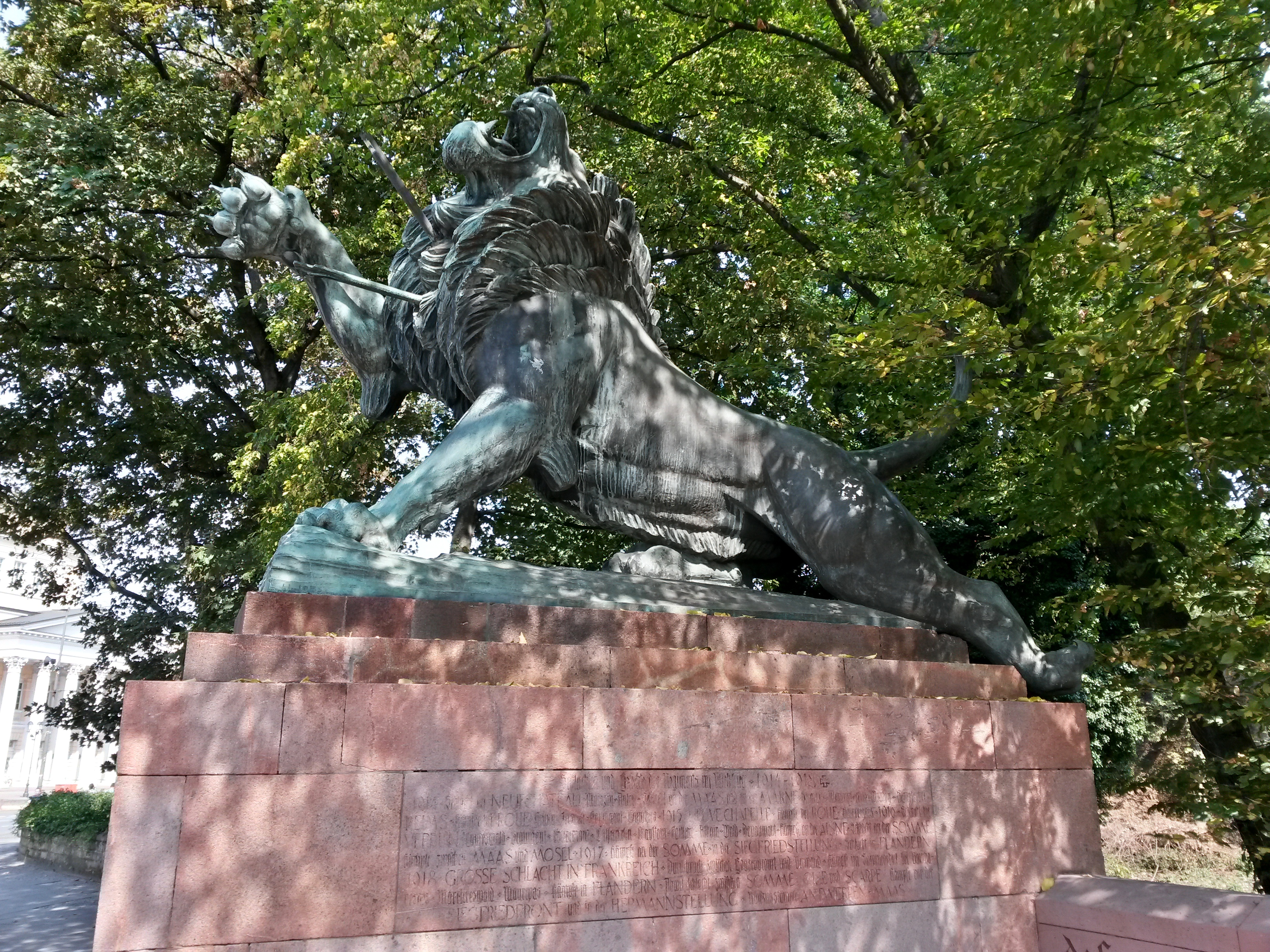
Denkmal des Leibgarde-Infanterie-Regiments (1. Großherzoglich-Hessisches) Nr. 115 auf dem Friedensplatz in Darmstadt

Kriegsgliederung am 8. März 1918
- Leibgarde-Infanterie-Regiment (1. Großherzoglich Hessisches) Nr. 115,
- Infanterie-Regiment Kaiser Wilhelm (2. Großherzoglich Hessisches) Nr. 116,
- Infanterie-Leibregiment Großherzogin (3. Großherzoglich Hessisches) Nr. 117
- Maschinengewehr-Scharfschützen-Abteilung Nr. 49
- 1. Eskadron Magdeburgisches Dragoner-Regiment Nr. 6

## Kommandeure
- 07. April 1867: Oberst Johann Christian Bickel
- 23. August 1869: Generalmajor/Generalleutnant Ludwig von Wittich
- 01. Januar 1872: Generalmajor Fedor von Winckler
- 12. Oktober 1872: Oberst/Generalmajor Otto von Foerster
- 14. Januar 1879: Generalmajor Ferdinand von Sannow
- 12. Juni 1880: Oberst/Generalmajor Julius von Hertzberg
- 16. August 1883: Generalmajor Wilhelm Heinrich Adolf von Grote
- 19. Februar 1885: Oberst/Generalmajor Ferdinand von Wulffen
- 04. August 1888: Generalmajor Max von der Planitz
- 01. April 1890: Friedrich von Obernitz
- 17. Mai 1893: Alexander von Oppen
- 13. Mai 1895: Karl von Holwede
- 17. Juni 1897: Generalmajor Heinrich von Fransecky
- 12. August 1898: Oberst/Generalmajor/Generalleutnant Paul von Ploetz
- 14. November 1901: Oberst/Generalmajor Alexander von Kanitz
- 14. Februar 1905: Rudolf von Bünau
- 16. Oktober 1906: Generalmajor Maxton von Hartmann
- 18. November 1907: Oberst/Generalmajor Hermann von François
- 20. März 1911: Generalmajor Franz von Branconi
- 13. September 1912: Oberst Werner von Voigts-Rhetz mit der Führung beauftragt
- 19. November 1912: Generalmajor Leo von Stocken
- 07. Juli 1913: Generalmajor Paul von Uthmann
- 30. Juli 1915: Oberst/Generalmajor Johannes von Dassel
- 27. November 1917: Carl Graup
- 02. Juni 1918: Oberst Friedrich Karl von Witzleben
- 08. Februar 1919: Heinrich von Jordan